# Kurt Wilhelm Marek

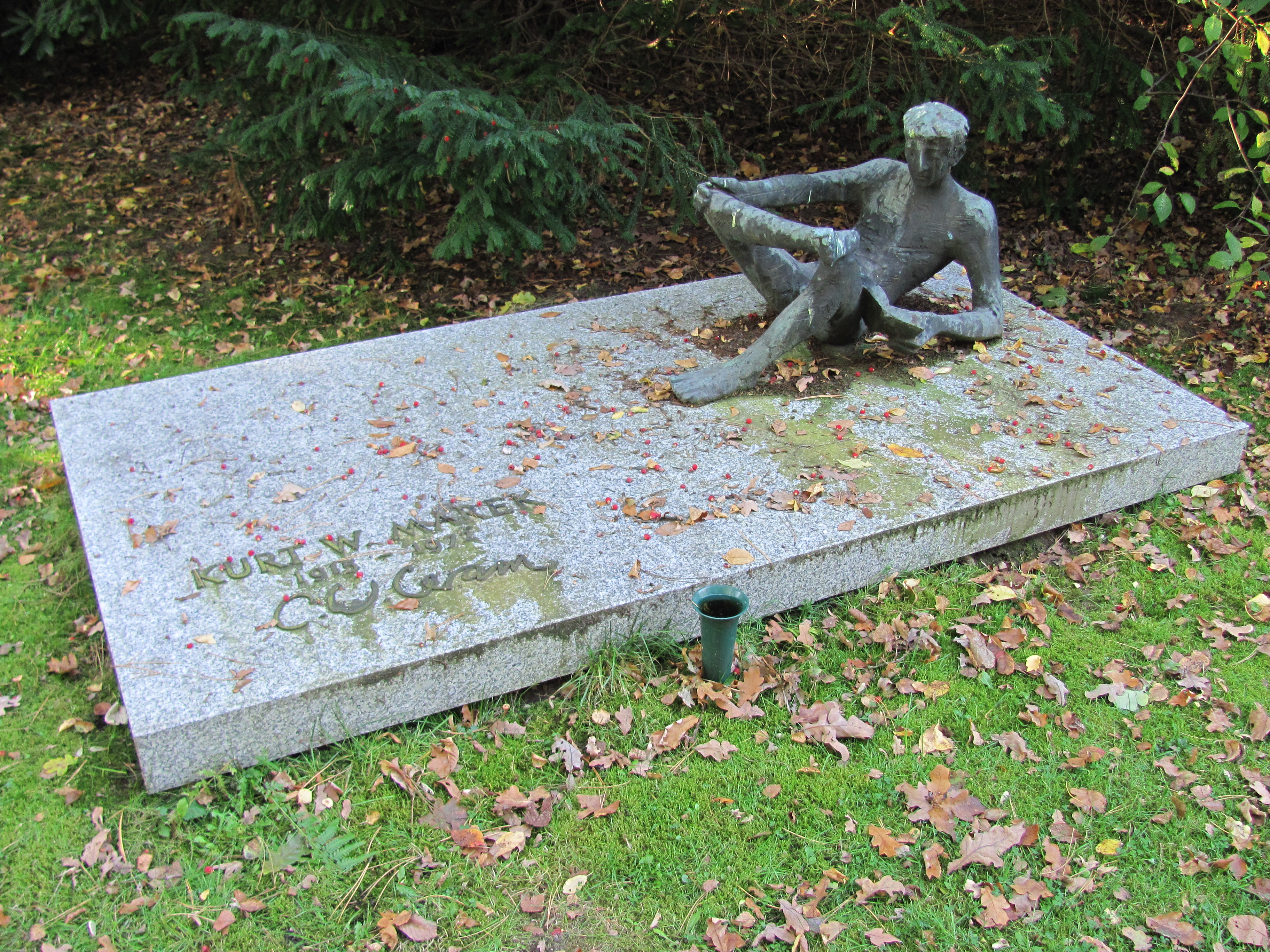
Tomba di Ceram nel Cimitero di Ohlsdorf ad Amburgo

Kurt Wilhelm Marek, noto anche con lo pseudonimo di C.W. Ceram (Berlino, 20 gennaio 1915 – Amburgo, 12 aprile 1972), è stato un giornalista e scrittore tedesco, autore di molti testi di archeologia.

## Biografia
Il giovane Marek cominciò la propria esperienza di giornalista come critico di teatro e letteratura per vari periodici tedeschi. Scelse di scrivere sotto lo pseudonimo di C.W. Ceram per distanziare se stesso dal precedente lavoro di propagandista del Regime nazista. Durante la Seconda Guerra mondiale, fu infatti membro del Propagandatruppe. Lo pseudonimo C.W. Ceram fu ricavato leggendo alla maniera etrusca il proprio cognome, da destra a sinistra. Da soldato venne catturato e sfruttò la prigionia per leggere. Fu in questi anni che ebbe l'idea, derivatagli dalla lettura di testi storici ed archeologici, di un libro che racchiudesse e presentasse in maniera molto semplice le esperienze vissute dagli archeologi e le emozioni delle scoperte. Stava prendendo forma Civiltà sepolte. Il romanzo dell'archeologia (orig. Götter, Gräber und Gelehrte. Roman der Archäologie "Dèi, tombe e studiosi. Il romanzo dell'archeologia"), certamente il suo libro più famoso.

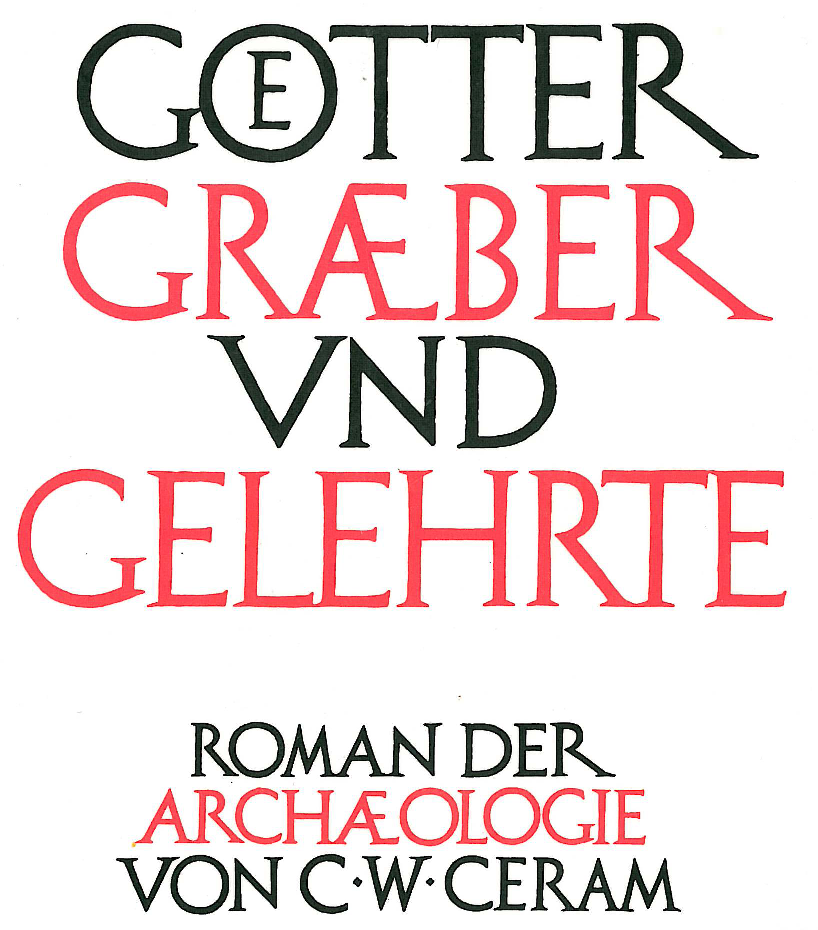
Copertina tedesca di Civiltà sepolte

Una volta liberato, a fine guerra, tornò alla sua professione di giornalista ma ormai l'idea di un libro di quel genere gli prendeva molto tempo in ricerca e lettura delle informazioni necessarie, anche tramite l'incontro con specialisti di varie discipline per meglio comprendere, e riportare in maniera semplice, ciò di cui avrebbe parlato nel libro. Quest'ultimo fu rifiutato da vari editori e uscì infine nel 1949 stampato dallo stesso Ceram, prima in Germania e poi via via tradotto in molte lingue; nel 1952 uscì in Italia. Dovunque fu un enorme successo.
Negli anni seguenti scrisse numerosi altri libri archeologici di successo utilizzando lo stesso stile con il quale aveva creato Civiltà sepolte. Ad esempio Civiltà al sole, dedicato ai principali scavi archeologici e con un ricco corredo di fotografie, e Il libro delle rupi, dedicato alla scoperta del regno ittita, e vari altri.
Come curatore, fece pubblicare Una donna a Berlino, il diario anonimo di una donna tedesca stuprata dalle truppe sovietiche dell'Armata Rossa.

## Stile narrativo
Seppur ormai datati, i testi di Ceram si distinguono per una sistematica organizzazione del testo e per il loro stile narrativo che li rendono, ancora oggi, un perfetto rito di passaggio per chiunque intende avvicinarsi per la prima volta alla scienza dell'archeologia. Lo stesso Ranuccio Bianchi Bandinelli, nella sua prefazione a Civiltà sepolte, affermò "Attratto dal lato romanzesco, il lettore finirà per trovarsi arricchito di una prospettiva storica, che spesso manca alla nostra media cultura", definendolo anche "libro di piacevole divulgazione, che attira il lettore con quel tanto di avventuroso che accompagna ogni grande scoperta del passato".
Le opere dell'autore (si ricordi, giornalista, non archeologo) sono inoltre elevate di livello grazie alla sua meticolosa ricerca ed attenzione ai particolari tanto che, pur mantenendo una scrittura scorrevole e piacevole, non cade mai in grossolani errori tanto meno nella colpa di inserire elementi di fantasia.

## Opere
- Wir hielten Narvik, Gerhardt Stalling, Oldenburg i.O/Berlin, 1941
- Civiltà sepolte. Il romanzo dell'archeologia, prefazione di Ranuccio Bianchi Bandinelli, Collana Saggi n.161, Torino, Einaudi, 1952-2015.
  - orig. Götter, Gräber und Gelehrte. Roman der Archäologie (lett. "Dèi, tombe e studiosi. Il romanzo dell'archeologia"), Rohwolt, 1949
- Il libro delle rupi. Alla scoperta dell'impero degli Ittiti, prefazione di Giovanni Pugliese Carratelli, Collana Saggi n.197, Torino, Einaudi, 1955.
  - orig. Enge Schlucht und schwarzer Berg. Die Entdeckung des Hethiterreiches (lett. "La stretta gola e la montagna nera. La scoperta del regno degli ittiti"), Rowohlt, 1955
- Civiltà al sole, Milano, Arnoldo Mondadori Editore, 1958.
  - orig. Götter, Gräber und Gelehrte im Bild (lett. "Dèi, tombe e studiosi illustrati"), Rowohlt, 1957
- Provokatorische Notizen, 1960
- I detectives dell'archeologia. Le grandi scoperte archeologiche nel racconto dei protagonisti, Collana Saggi n.433, Torino, Einaudi, 1968.
  - orig. Ruhmestaten der Archäologie. Götter, Gräber und Gelehrte in Dokumenten (lett. "Le glorie dell'archeologia. Dèi, tombe e studiosi nei documenti"), Rowohlt, 1965
- Archeologia del cinema, Milano, Arnoldo Mondadori Editore, 1966.
  - orig. Eine Archäologie des Kinos (lett. "Un'archeologia del cinema"), 1965
- Il primo americano. Archeologia e preistoria del Nordamerica, Collana Saggi n.500, Torino, Einaudi, 1972.
  - orig. Der erste Amerikaner (lett. "Il primo americano"), Rowohlt, 1972